# Câmpulung la Tisa
Câmpulung la Tisa (Hongaars: Hosszúmező) is een Roemeense gemeente in het district Maramureș.
Câmpulung la Tisa telt 2485 inwoners, de belangrijkste bevolkingsgroep zijn de etnische Hongaren met 1694 inwoners. De gemeente is daarmee een van de Hongaarse enclaves in het district Maramureș en met Coltău de enige gemeente met een Hongaarse meerderheid.